# J-600T Yıldırım
Le J-600T Yıldırım, en français : « Foudre », est une famille de missiles balistiques à courte portée développée par la Turquie

## Description
Le J-600T Yıldırım est un système de missile balistique conventionnel mobile, destiné à la destruction de cibles à haute valeur stratégique telles que centres de commandement et de communication, les bases aériennes, les ports et les centrales électriques, les installations logistiques, ainsi que pour fournir un appui feu à l'artillerie en élargissant la zone d'effet.

## Histoire
La coopération de la Turquie avec la Chine et le Pakistan pour le développement conjoint de missiles balistiques débute à la fin des années 1970 et au début des années 1980 avec le projet Kasırga remonte à la première moitié des années 1990, lorsque les négociations pour le transfert de technologie et la production sous licence en Turquie du système américain M270 MLRS ont échoué. La Turquie a décidé de chercher d'autres options, en se concentrant principalement sur la pleine souveraineté des technologies critiques afin d'établir une infrastructure nationale indépendante pour la conception et le développement de missiles. Après avoir signé un contrat pour la production sous licence des lance-roquettes multiple chinois WS-1A et WS-1B sous le nom de T-300 Kasirga en 1997, un contrat similaire est signé en 1998 avec la CPMIEC (Chinese Precision Machinery Import and Export Corporation) pour le système balistique à courte portée chinois B-611 couvrant la production sous licence de batteries B-611 avec plus de 200 missiles, pour un coût déclaré de 300 millions de dollars américains.
Le J-600T Yıldırım est entré dans l'inventaire des Forces armées turques en 2001 mais n'a été révélé au public et déclaré au registre des armes classiques des Nations unies par la Turquie qu'en mars 2007.
Roketsan est chargé d'améliorer la portée, les performances et la conception du J-600T, et mène des études sur des options telles que la conception d'un boîtier de lancement à nacelles scellées, l'amélioration du propergol, différents types de configurations d'ogives etc.

## Caractéristiques
Le système Yıldırım est composé de deux éléments: Le missile balistique à courte portée : J-600T ainsi que le véhicule lanceur F-600T, qui est basé sur un camion MAN 26.372 6x6, fabriqué en Turquie. Le même véhicule est également utilisé pour les systèmes T-122 Sakarya et T-300 Kasırga, ce qui lui confère un avantage logistique.
Le missile est contrôlé par navigation inertielle (INS), les commandes de correction de trajectoire sont transmises aux quatre ailes mobiles de la section de tuyère. Les données de trajectoire sont chargées sur l'unité de guidage et de contrôle (GCU) du missile et FCS à bord du véhicule F-600T avant le lancement. Le FCS du F-600T est également soutenu par BAIKS (Batarya Atış İdare Kompüter Sistemi, en anglais : Battery Fire Control Computer System) et TOMES (Topçu Meteoroloji Sistemi, en anglais : Artillery Meteorology System). Le constructeur indique que le missile peut également être mis à niveau avec un guidage GPS/INS. Le missile peut être tiré en moins de 25 minutes à partir du moment où l'ordre est donné.
Une batterie J-600T Yıldırım se compose généralement de :
- 1 véhicule de commande et de contrôle de la batterie
- 2 véhicules de commandement et de contrôle des équipes de tir
- 6 lanceurs F-600T
- 7 F-600T - Véhicules de ravitaillement
- 1 véhicule d'entretien

Roketsan travaillerait sur une version améliorée du J-600T avec une portée de 2,500 km et dont les détails sont très spéculatifs pour le moment. Étant donné que le système a été révélé au public pour la première fois plus de 7 ans après sa mise en service, on peut s'attendre à ce que les informations sur la version améliorée, si elles existent, restent confidentielles pendant un certain temps.